# Microcampylus regularis
Microcampylus regularis är en mossdjursart som beskrevs av Ernst 2008. Microcampylus regularis ingår i släktet Microcampylus och familjen Eridotrypellidae. Inga underarter finns listade i Catalogue of Life.